# 关西村
关西村，是中华人民共和国江西省赣州市龙南市关西镇下辖的一个村。
2010年7月22日，龙南县关西镇关西村公布为第五批中国历史文化名村。
2012年12月17日，关西村公布为第一批中国传统村落。